# Јоаникије Велики
Преподобни Јоаникије Велики је хришћански светитељ и подвижник из 9. века. Рођен је у селу Марикати, у Битинији.
У хришћанској традицији наводи се да је као дечак, чувајући овце, ограђивао стадо крсним знамењем, и да је по читав дан проводио у молитви. У војци је показао огромну храброст. Потом се повукао на Олим Азијски где се замонашио и предао подвигу. Подвизавао се, на разним местима, преко 50 година. Према хришћанској традицији, добио је од Бога велики дар чудотворства: исцељивао је болесне, изгонио демоне, укроћивао звери, прелазио је преко воде као по сувом, бивао је невидљив за људе када је то пожелео, прорицао је.
Имао је изузетно велико смирење и кротост. А телом је био див. У почетку је подржавао Иконоборце, али је убрзо постао велики поборник икона.
Умро је 846. године, када му је било 94 године.
Православна црква прославља га 17. новембра по грегоријанском, односно 4. новембра по јулијанском календару.